# 田口健二
田口 健二（たぐち けんじ、1930年9月20日 - 2006年1月18日）は、日本の政治家。元日本社会党、社会民主党衆議院議員。

## 経歴
満洲（現中華人民共和国）大連市出身、長崎県大村市育ち。長崎県立大村高等学校卒業。
大日本帝国海軍退役後、長崎県大村町から満洲へ渡り、土木工事請負会社である合名會社義合祥（本店：奉天）に勤務した父（田口周二）と母（浜崎チサ）の5男（健二、繁、寛治、周造、英彦）3女（カネ子、マス子、マサ子）の長男として大連市に生まれる。
大村市役所、自治労長崎県本部委員長を経て、日本社会党の中村重光衆議院議員（連続当選9回）の地盤を引き継ぎ、1986年の第38回衆議院議員総選挙で旧長崎1区から日本社会党公認で立候補、初当選。その後、連続当選3回。内閣委員会理事。1996年10月、社会民主党を離党、新たに結成された民主党に所属。第41回衆議院議員総選挙で長崎1区（小選挙区）から立候補したが、新進党の西岡武夫に敗れ、落選。65歳で政界を引退。
2006年1月18日、敗血症のため長崎県大村市の病院で死去。75歳没。

## 栄典
- 2000年 - 勲二等瑞宝章受章[1]